# Rypobius marinus
Rypobius marinus är en skalbaggsart som beskrevs av Leconte 1852. Rypobius marinus ingår i släktet Rypobius och familjen punktbaggar. Inga underarter finns listade i Catalogue of Life.